# رزم‌ناو امدن (۱۹۲۵)
ناو امدن (به انگلیسی: German cruiser Emden) یک کشتی بود که طول آن ۱۵۵٫۱ متر (۵۰۸ فوت ۱۰ اینچ) بود. این کشتی در سال ۱۹۲۵ ساخته شد.